# دائرة الشرطة جنوب إفريقيا
دائرة شرطة جنوب أفريقيا ( SAPS ) هي قوة الشرطة الوطنية لجمهورية جنوب أفريقيا . لديها 1138 مخفر شرطة و يتم تقسيمها وفقًا للحدود الإقليمية في جنوب إفريقيا ، ويتم تعيين مفوض إقليمي في كل مقاطعة. ويتبع مفوضو المحافظات التسعة المفوض الوطني مباشرة. يقع المكتب الرئيسي في مبنى واشزيوس في بريتوريا .
ينص دستور جنوب أفريقيا على أن دائرة الشرطة في جنوب إفريقيا تتحمل مسؤولية منع الجرائم ومكافحتها والتحقيق فيها ، والحفاظ على النظام العام ، وحماية وتأمين سكان الجمهورية وممتلكاتهم ، والحفاظ على القانون وإنفاذه ، وخلق بيئة آمنة لجميع الناس في جنوب أفريقيا ، ومنع أي شيء قد يهدد سلامة أو أمن أي مجتمع ، والتحقيق في أي جرائم تهدد سلامة أو أمن أي مجتمع ، وضمان تقديم المجرمين إلى العدالة والمشاركة في الجهود المبذولة لمعالجة أسباب جريمة.
وقد أعربت منظمة العفو الدولية وجهات أخرى عن بواعث قلق خطيرة بشأن وحشية شرطة جنوب إفريقيا ، بما في ذلك التعذيب والقتل خارج نطاق القضاء.

## منظمة

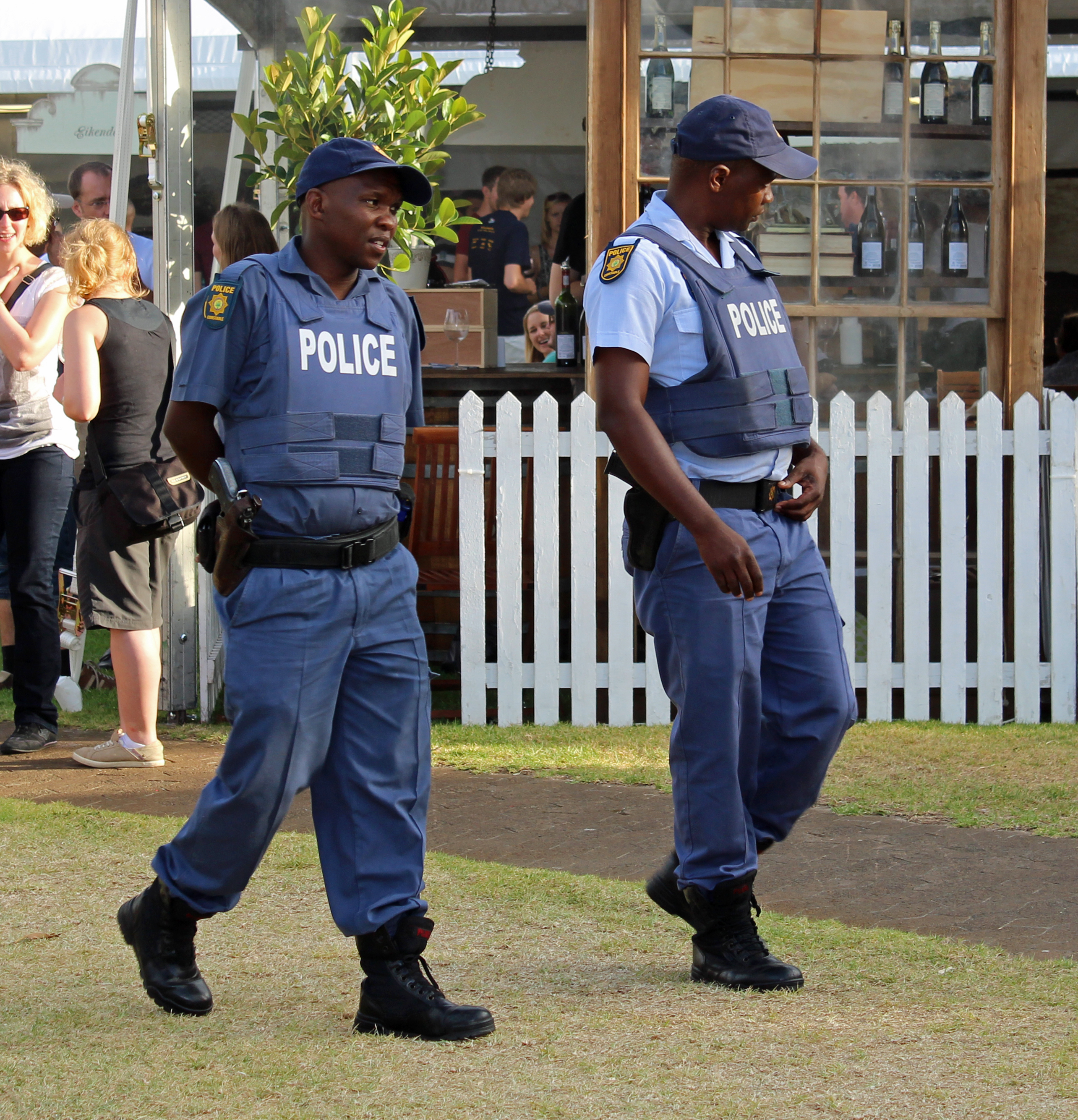
دورية في ستيلينبوش

### مركبات

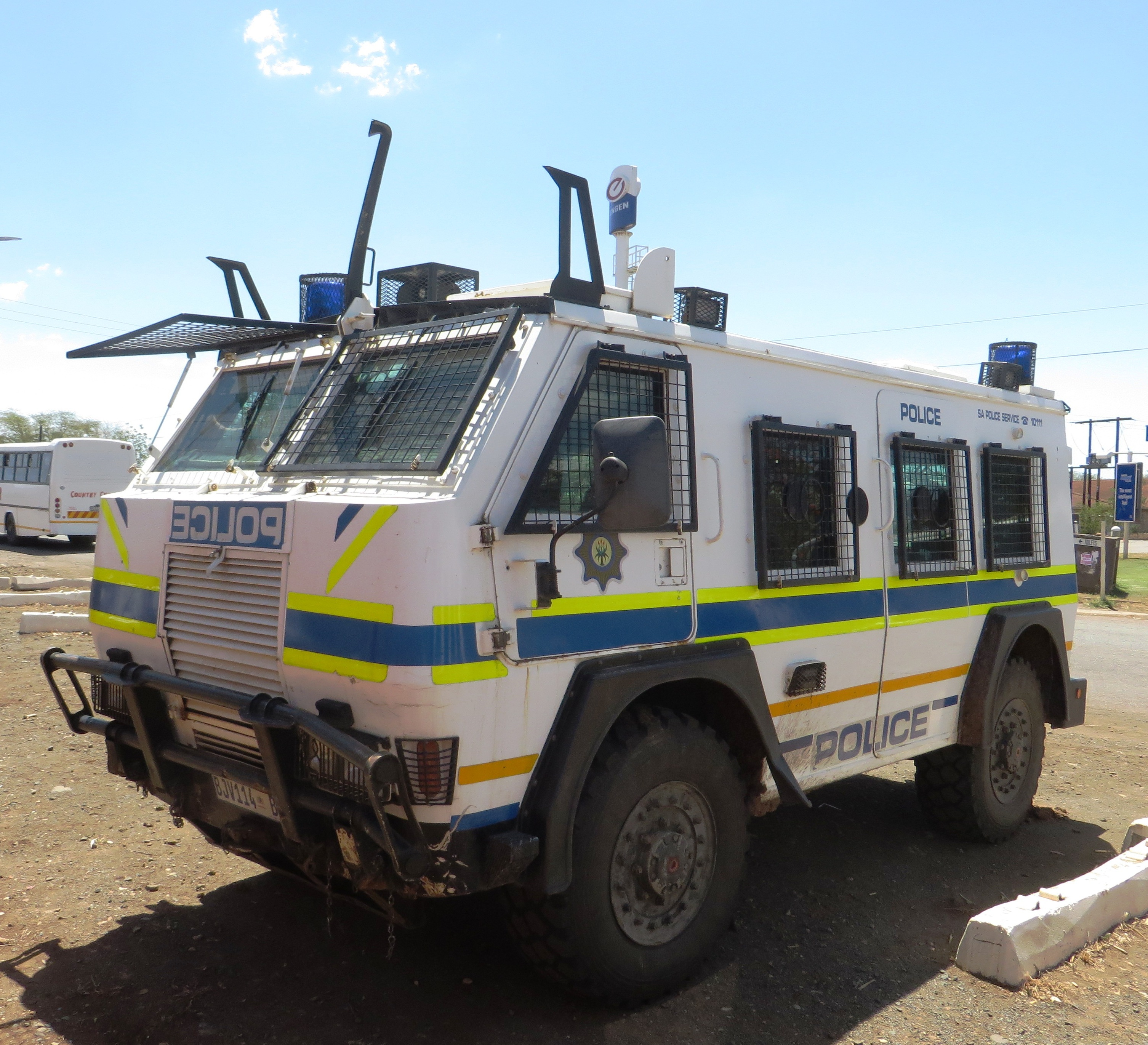
خدمة شرطة جنوب إفريقيا RG-12 ، والمعروفة باسم نيالا.

### طيران

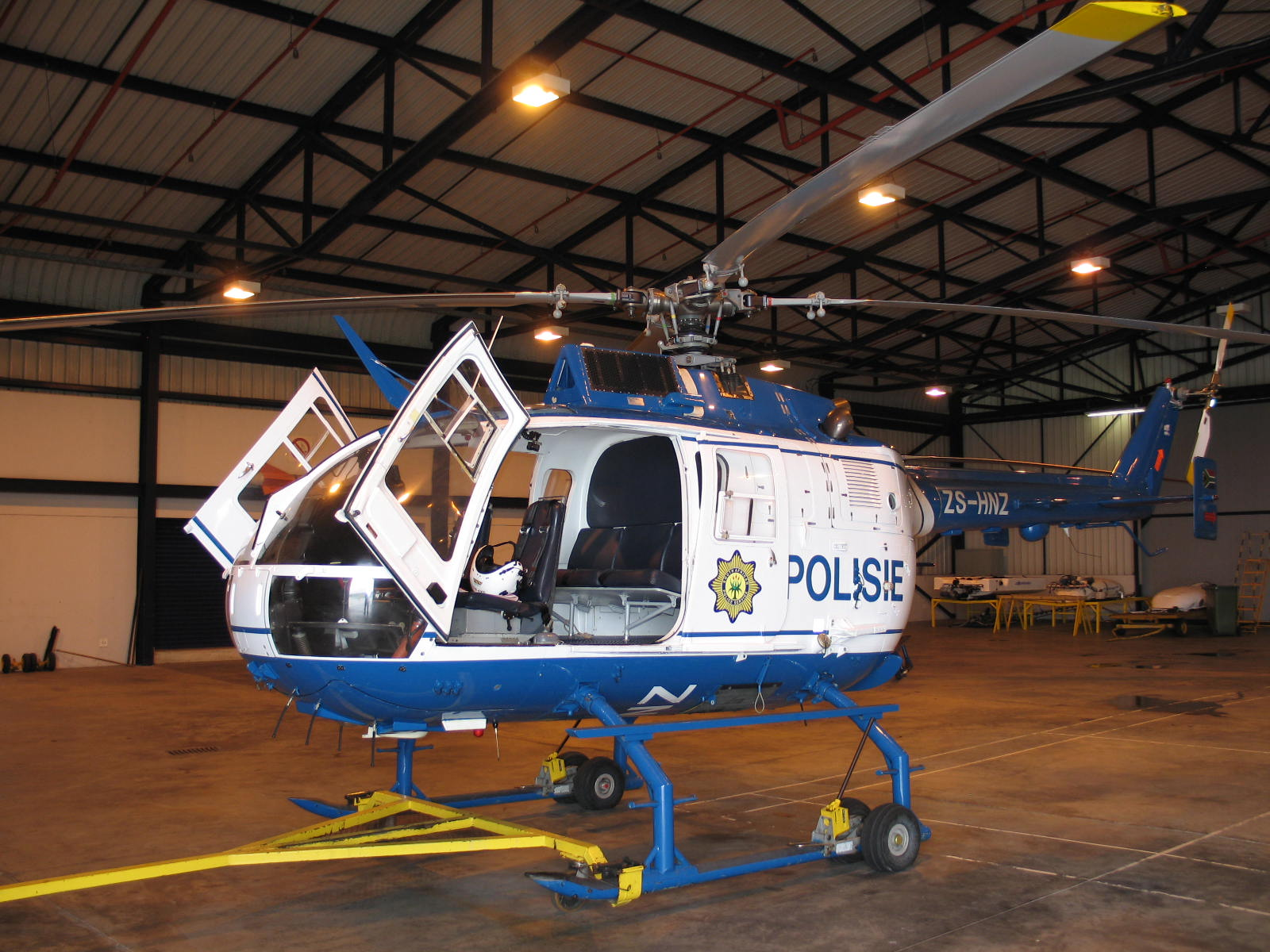
مروحية Bo 105 التابعة لدائرة شرطة جنوب أفريقيا

### الأسلحة النارية

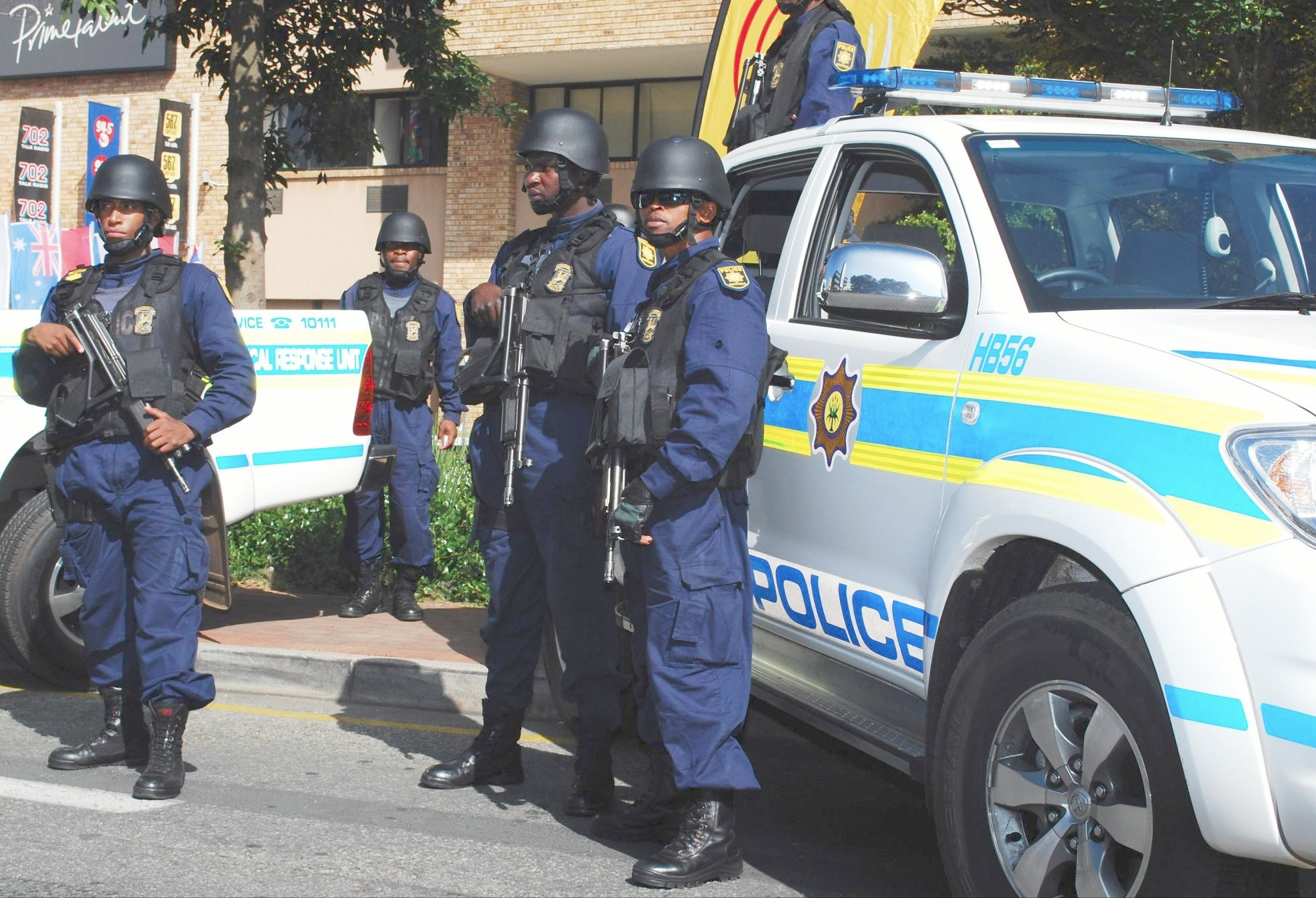
ضباط مع بنادق فيكتور R5 في موكب في جوهانسبرغ ، 2010

## روابط خارجية
- خدمة شرطة جنوب أفريقيا
- النصب التذكاري لضباط الشرطة في جنوب أفريقيا نسخة محفوظة 4 أغسطس 2020 على موقع واي باك مشين.
- دليل مراكز الشرطة في جنوب أفريقيا